# シャトル・ミール計画

シャトル・ミール計画の記章

シャトル・ミール計画（シャトル・ミールけいかく、英語: Shuttle–Mir program、ロシア語: Программа «Мир» — «Шаттл»）はアメリカとロシアによる共同の有人宇宙飛行計画。ロシアの宇宙飛行士・コスモノートがスペースシャトルで、アメリカの宇宙飛行士・アストロノートがソユーズで宇宙ステーション『ミール』に訪れるなどの宇宙飛行が行われ、ミールでの長期滞在などを行った。

## 概要
この計画は「フェイズ1」とも呼ばれ、アメリカ合衆国が長期の宇宙飛行の経験を持つロシアから学び、NASAとRoscosmosの間の協力精神を養うことを意図していた。計画は1993年に公表され、1994年にミッションが始まり計画完了の1998年まで継続された。スペースシャトルの飛行11回に加え、ソユーズの飛行も行われ、7回のアメリカ人宇宙飛行士の長期宇宙滞在によって、アメリカの宇宙飛行士は累積でほぼ900日間宇宙に滞在した。計画の実行中には両国によって多くの「初」の事柄が成し遂げられた。アメリカの宇宙飛行士が初めてソユーズで打ち上げられ、史上最大の宇宙ステーションが組み立てられ、アメリカ人がロシアのオーラン宇宙服を着て宇宙遊泳を行った。計画は4年間続いたが、火災とプログレス衝突事故によるミールの安全性問題、ロシアの宇宙計画の財源喪失による問題、計画管理者の態度に対する宇宙飛行士からの不満などから計画は中止されることとなった。
米露両国の宇宙ステーションの合同運営の実績は宇宙ステーション建造のためのノウハウや、宇宙事業での国家間の共同作業に関する知識、リスク回避の方法論や文化の違いをどう埋めるかなどの分野にとって大きな経験となり、現在の国際宇宙ステーションのより円滑な建造と運営をもたらした。一方で、計画中に発生したさまざまな危険なリスクに対して支出する資金に対してのリターンが少ないこと、ロシアの資金を第一とした宇宙計画や、アメリカの目標意識の薄さ、対応の悪さなどで批判が大きい。
計画は更なる国家間の宇宙事業協力の道への下準備となり、特に続く国際宇宙ステーション(ISS)の建設計画は「フェイズ2」ともされる。

## 背景
シャトル・ミール計画は様々な参加国の宇宙ステーション計画の団結を象徴する多国間の宇宙ステーション計画の一部として考えられ、その起源は冷戦時代にさかのぼる。1980年代初期、NASAはソ連のサリュートやミール宇宙ステーションに対抗して、モジュール式のフリーダム宇宙ステーションを計画していた。同時期、ソビエトは1990年代にミールに変えてミール-2を建設することを計画していた。
しかし、予算と設計の制約のためフリーダム基地はモックアップと小規模なテストにとどまり、1991年暮れのソビエト連邦の崩壊とそれに伴う冷戦と宇宙開発競争の終了を理由に進展せず、フリーダム基地計画はアメリカ合衆国下院で僅差でキャンセルされた。ソビエト崩壊後の経済混乱の中にいたロシア連邦もまたミール-2計画の中心となるDOS-を建設した後に計画を中止していた。他国も同様の予算上の難問に直面していたため、アメリカ政府関係者は1990年代前半に共同的で多国間の宇宙ステーション計画を始めるためヨーロッパ、ロシア、日本、カナダなどとの交渉を開始した。1992年6月、アメリカ大統領ジョージ・H・W・ブッシュとロシア大統領ボリス・エリツィンは「宇宙空間の平和利用のための研究と利用の協力に関するアメリカ合衆国とロシア連邦の合意」に調印し、宇宙事業の共同運営に合意した。この合意によって共同宇宙計画の設立が行われ、アメリカの宇宙飛行士がロシアのミールに乗り込み、二人のロシア宇宙飛行士がスペースシャトルに乗り込むことになった。
1993年9月、当時のアメリカ合衆国副大統領・アル・ゴアとロシア首相・ヴィクトル・チェルノムイルジンは新しい宇宙ステーション計画を公表した。また、コード名「フェイズ1」の下、今後のミール運用に大いに関わる計画にむけて準備することを合意した。
計画によってスペースシャトルが11回にわたってミールを訪れ、クルーと物資運送を循環的に行った。また、STS-74ではミール・ドッキングモジュールと対になった太陽電池を含むミールに新しい部品を運んだ。シャトル飛行中とステーションでの滞在中に様々な化学実験が行われた。計画ではスペクトルとプリローダの2機の新しいモジュールのミールへの打ち上げも行われ、これらのモジュールはアメリカの宇宙飛行士にリビングと研究室として使われ、アメリカの大部分の科学実験がここで行われた。また、NASAとRoscosmosは双方ともに宇宙事業での国際共同作業がどうすれば最良であるか、軌道上の大規模ステーション組み立てに関するリスクをどう最小化するかについて多くのことを学んだ。
計画はアメリカ政府の一部の政治的策略としての役にも立ち、NASAがロシアの宇宙計画での不自由な資金調達を援助するための外交経路を提供した。これはロシア政府がミールの運用を維持すること、加えて全体としての宇宙計画を維持することを可能にし、ロシアとアメリカとの友好をもたらした。

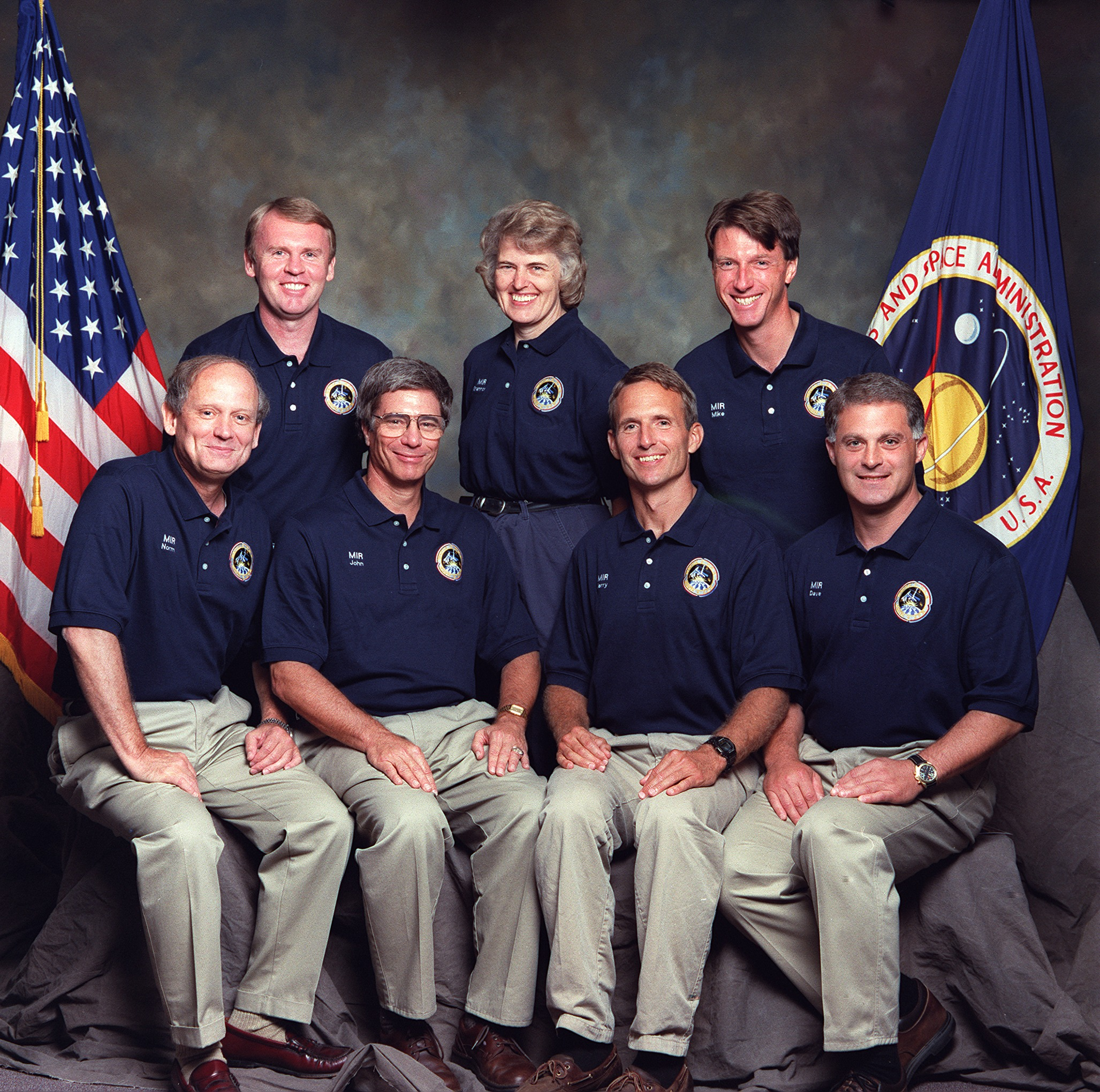
ミールでの長期インクリメントを成し遂げた7人のアメリカの宇宙飛行士

### インクリメント
シャトル・ミール計画は、シャトルによるミールへの飛行に加えて、アメリカの宇宙飛行士がミールに長期滞在を行うインクリメント（"Increments"）に特徴があった。ノーマン・サガード、シャノン・ルシッド、ジョン・ブラハ、ジェリー・リネンガー、マイケル・フォール、デヴィッド・ウルフ、アンディ・トーマスの7人の宇宙飛行士がインクリメントに参加している。それぞれの飛行士はロシアのスターシティで準備訓練を始め、ミールやステーションへの輸送と帰還に使われるソユーズの中での活動における様々な検知からの訓練を受けた。宇宙飛行士たちはミールの外での宇宙遊泳を行なうための訓練やミッション中にロシアのミッションコントロールセンターと交信し、同乗している他の宇宙飛行士との会話に使うためのロシア語の授業などを受けた。
ミールでの長期滞在の間、宇宙飛行士は作物や結晶体の生産などの様々な実験を行い、眼下に見える地球の写真を100枚以上撮影した。また、火災、衝突、電力喪失、制御不可能な回転、空気漏出など老朽化したステーションの維持と修理を支えた。アメリカの宇宙飛行士は計画全体でほぼ1000日近くをミールで過ごし、NASAは長期宇宙飛行について、特に宇宙飛行士心理学やステーション滞在クルーにどのように実験計画を手配すべきかなどの分野での多くの事を学んだ。

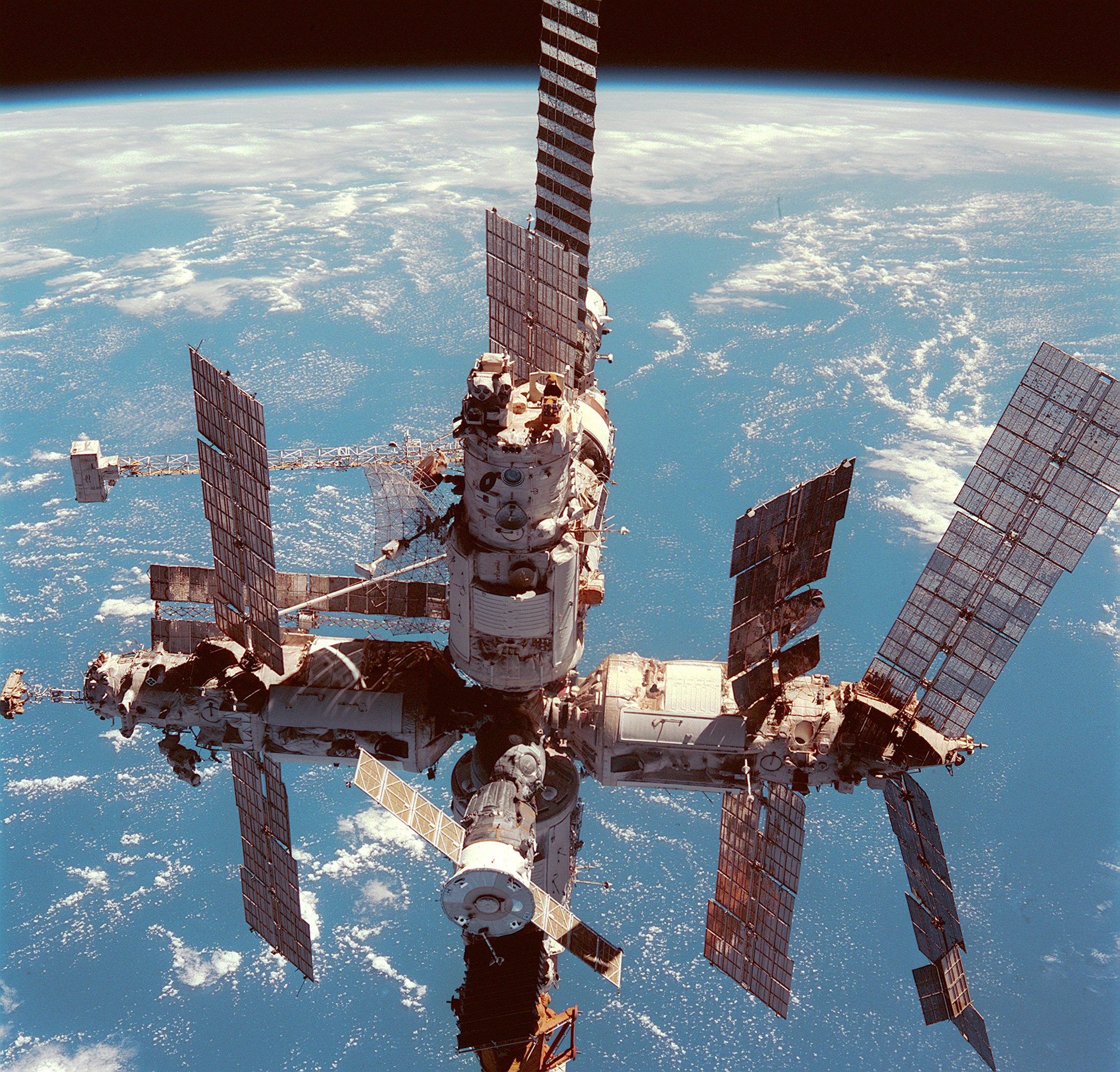
ミールの外観。STS-91後のディスカバリーより。

### ミール
ミールは1986年から1996年にかけて建造された世界最初のモジュール型宇宙ステーションで、クルーが常時滞在している最初の長期滞在型研究ステーションであった。以前は344日間宇宙に人を滞在させ続けた記録を保有していた。ミールの目的は大きい可住の科学研究室を宇宙で提供し、インターコスモスなど多国間での協力を通して、さまざまな国の宇宙飛行士や宇宙機関と国際的な関係を作ることであった。
ミールは以前にソ連によって打ち上げられたサリュート型宇宙ステーションを基礎にしており、主にロシアの有人ソユーズ宇宙船とプログレス補給船によって人員の配備や資材の輸送が行われていた。ブランはミールへの打ち上げが見込まれており、無人飛行実験間で行われたが、ソ連崩壊に伴って中止された。スペースシャトルはブランのために計画されたアンドロジナスドッキング部に、アメリカのフリーダムステーションとの接続のために設計されたブラケットで固定していた。
シャトルとミールのドッキング中はシャトルもステーションの一部となり、一時的にリビングや作業領域を拡大していた。ミールとシャトルを合わせたステーション全体では重量は250メトリックトンに達し、世界で最大の宇宙機となった。
なお、ステーションは軌道上にありつづけたが、2001年3月23日に計画的に大気圏に再突入し処分されている。

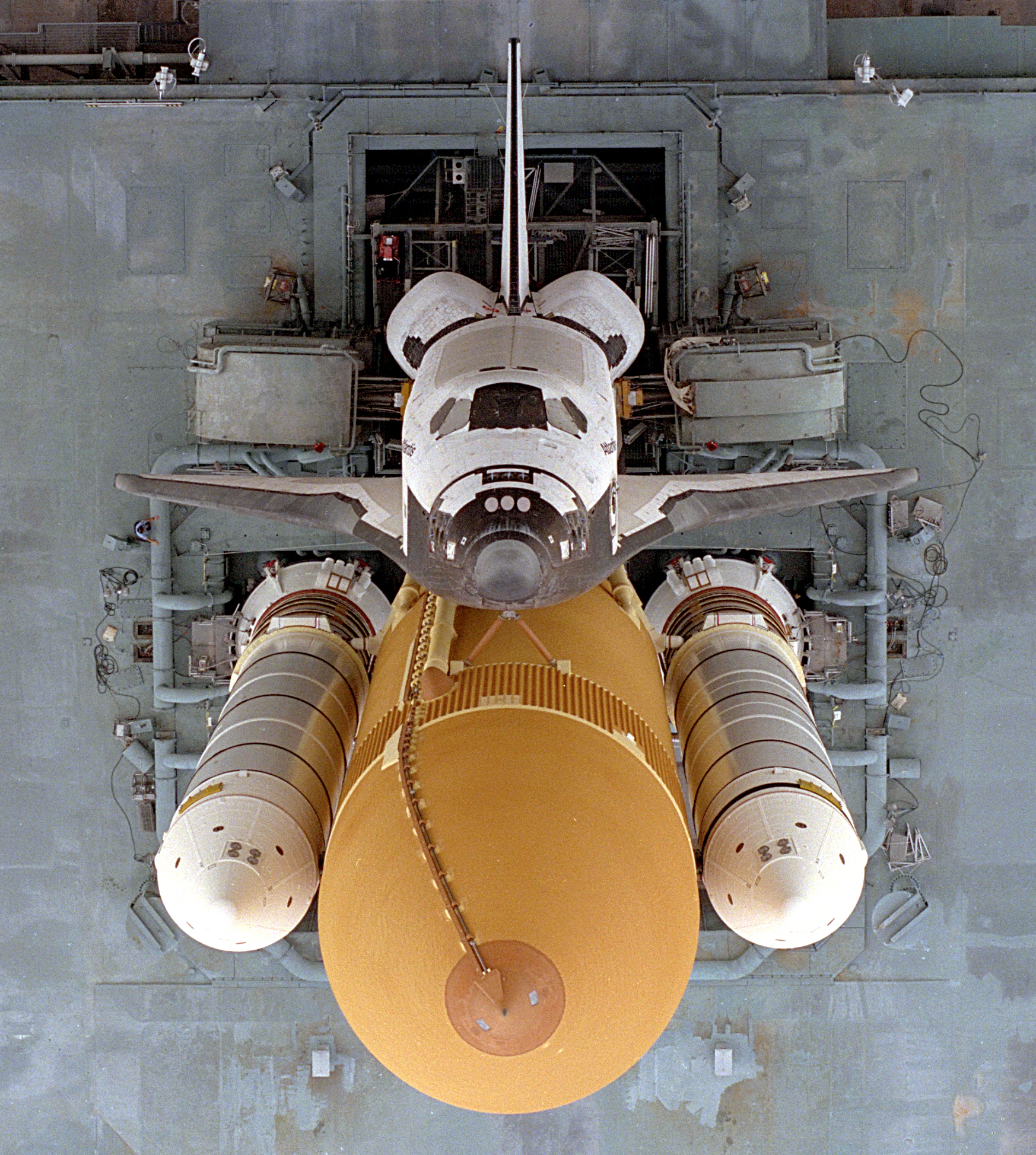
上から見たアトランティス。STS-79の発射を可動式打ち上げプラットフォームで待つ。

### スペースシャトル
NASAのスペースシャトルは公式には宇宙輸送システム（STS）と呼ばれるアメリカ合衆国の最新型の有人打ち上げ機であった。合計5機の実用オービタが建設され、このうち3機が2011年の引退まで使われた。オービターは有翼であり垂直に打ち上げられ、低軌道へ5人から7人の宇宙飛行士と23,000kgのペイロードを打ち上げることができた。ミッションが成功すると、軌道から離脱して地球の大気圏に再突入するために再度推進装置に点火し、降下と着陸の間オービタのグライダーとなり、無動力で着陸する。
スペースシャトルは再使用型宇宙往還機として設計され、実際に使用された最初の宇宙機であった。大量のペイロードを様々な軌道に打ち上げることができ、シャトル・ミールと後のISS計画にかけてクルーのローテーションと様々な物資、モジュール、設備などの輸送を行った。シャトルは100回打ち上げ、10年運用を計画寿命として設計された。
シャトル・ミール計画の実行中、ミールにはディスカバリー、アトランティス、エンデバーの3機が到達し、特にアトランティスは1995年から1997年にかけて7回連続でミールへのミッションを行った。コロンビアは最も古いオービタで、重量も重く51.6度の軌道角を持つミールには効率的な運用ができず、ステーションとのドッキングに必要な外部エアロックが備わっていないなどの条件からミールとのドッキングは行わなかった。

## 経過

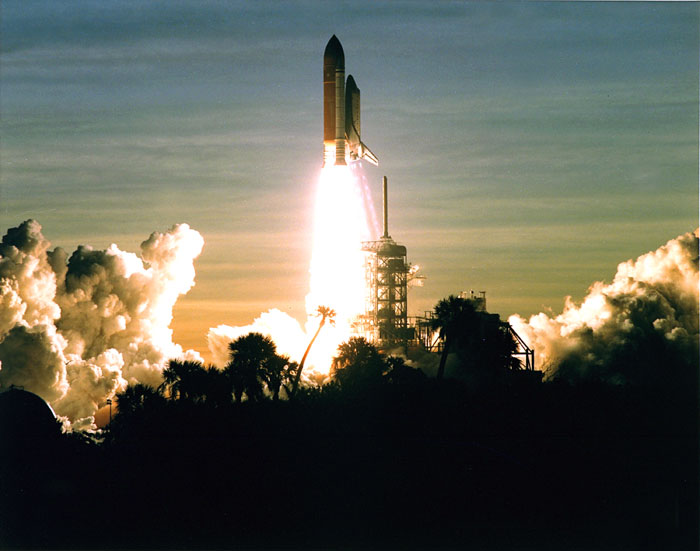
シャトル・ミール計画の始まり-STS-60、ディスカバリーの打ち上げ。シャトル・ミール計画最初の飛行である。

### 新協力宇宙飛行計画の開始 (1994)
シャトル・ミール計画は1994年2月3日に、スペースシャトル・ディスカバリーのSTS-60での打ち上げで始まった。8日にわたるミッションは、この年最初のスペースシャトル飛行であり、セルゲイ・クリカレフがロシア人宇宙飛行士として初めてスペースシャトルを使った宇宙飛行であり、宇宙開発競争開始以来宇宙事業で最大の米露協力強化の始まりとなった。このミッションは有人宇宙飛行に関する国際合意の第1回目の飛行であり、スペースハブ与圧モジュールの2度目の飛行、Getaway Specialの100回目の飛行であった。ミッションで最大のペイロードは新型半導体薄膜の生成のために設計された航跡保護設備（WSF）であった。WSFはミッション中にディスカバリーのロボットアーム先端につけて実験が行われた。ミッションの間、宇宙飛行士たちはディスカバリーのペイロードベイに乗せられたスペースハブモジュールに乗って様々な試みを実行し、ミールのクルーであるワレリー・ポリャコフ、ヴィクトル・アファナシェフ、ユーリー・ウサチェフの3人との間で同時双方向音声通信とダウンリンクによるビデオ中継が行われた。

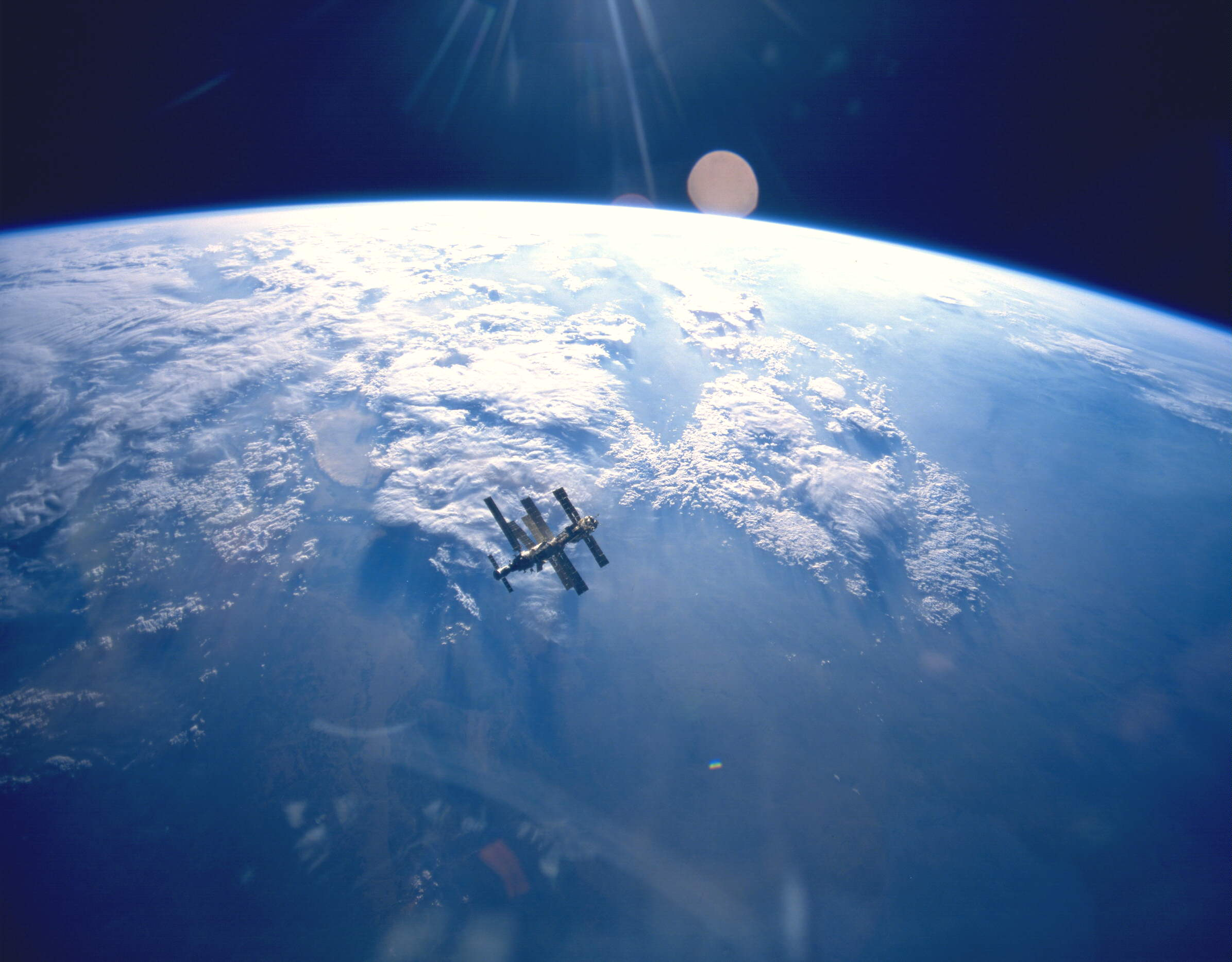
ミールの外観、STS-71の終了後、ドッキング解除後のアトランティスから。

### ミールへのアメリカ人訪問 (1995)
1995年2月3日にシャトル・ミール計画2度目の宇宙飛行となったミッションSTS-63でディスカバリーの打ち上げが行われた。このミッションにはアイリーン・コリンズが初の女性シャトルパイロットとして搭乗し、ロシアのウラジーミル・チトフも搭乗していた。8日間の飛行は最初のミールとシャトルのランデブー飛行となったため「ミール近郊ミッション」としても知られ、シャトルはミールと最小11mの距離に到達した。ランデブーの後、ステーション近郊を飛行して帰還した。このミッションはSTS-71で行われた最初のドッキングミッションのリハーサルであり、後のミッションで使われる様々な技術と機械部品の試験も行われた。
ディスカバリーの飛行から5週間後、3月14日にソユーズTM-21の打ち上げが行われ、ミールへEO-18の長期滞在クルーを運んだ。クルーにはロシアのウラジーミル・デジュロフ、ゲンナジー・ストレカロフに加えてアメリカ人初のソユーズの乗組員としてNASAの宇宙飛行士ノーマン・サガードが加わっていた。彼は115日間宇宙に滞在し、この期間中にはアメリカ人宇宙飛行士のリビング、ワークスペースとなるスペクトルモジュールがプロトンによって打ち上げられてミールに接続された。スペクトルは680kg以上のアメリカやその他の国の科学機材を積んでいた。EO-18のクルーはシャトルとミールの初ドッキングとなったSTS-71のアトランティスで地球に戻った。

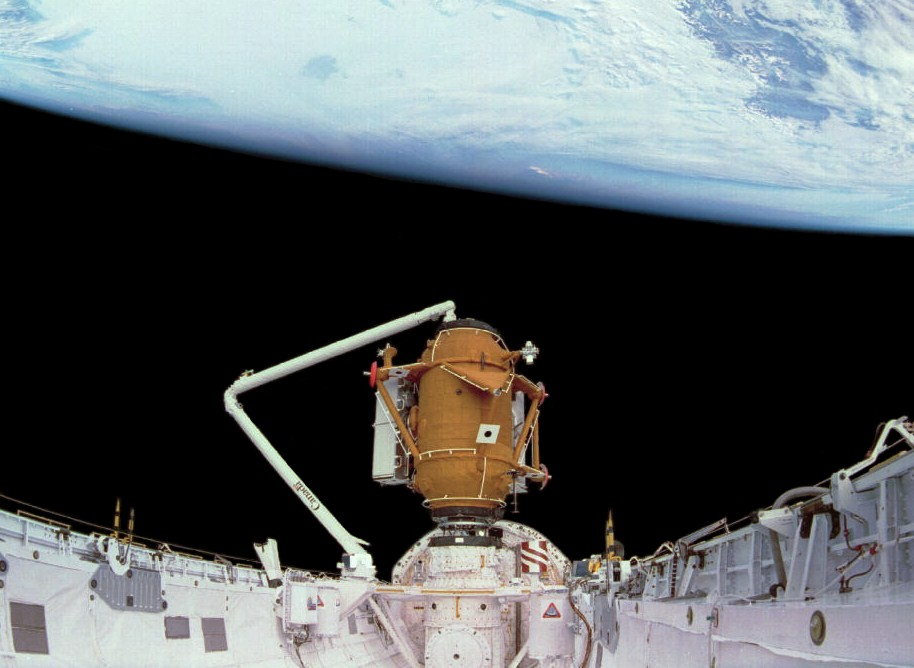
アトランティスのペイロードベイに置かれたミールドッキングモジュール。クリスタルとの接続準備中

6月27日にSTS-71でアトランティスが打ち上げられた。最大の目的はシャトルとミールをランデブーさせ、初ドッキングを行うことであった。6月29日、アトランティスはミールとのドッキングに成功し、1975年のアポロ・ソユーズテスト計画以来の米露の宇宙機のドッキングとなった。アトランティスはEO-19のクルーであるロシアの宇宙飛行士アナトリー・ソロフィエフとニコライ・ブダーリンを乗せており、EO-18のクルーと交代にミールに滞在した。また、スペースラブで、軌道上での米露合同の生命科学調査を実行し、ステーションへの兵站的補給を行った。
11月12日にはSTS-74でアトランティスが打ち上げられ、2回目のドッキングが行われた。このミッションは1995年の最後の飛行で、ロシアの建造したミール・ドッキングモジュールを運び、太陽電池アレイとその他のハードウェアのアップグレードが行われた。ドッキングモジュールはミールのソーラーアレイとシャトルの衝突を防止するためであり、この問題はSTS-71の際にはステーションのクリスタルモジュールを違う場所に移動させることで克服されていたが、この手順を行わずに済むようシャトル側に余裕を持たせるために設計された。ドッキングモジュールはクリスタルに取り付けられ、以後のミッションでは移動の手順は行われていない。また、450kgの水がミールに運ばれ、実験試料となる血液、尿、唾液などが地球に持ち帰られた。

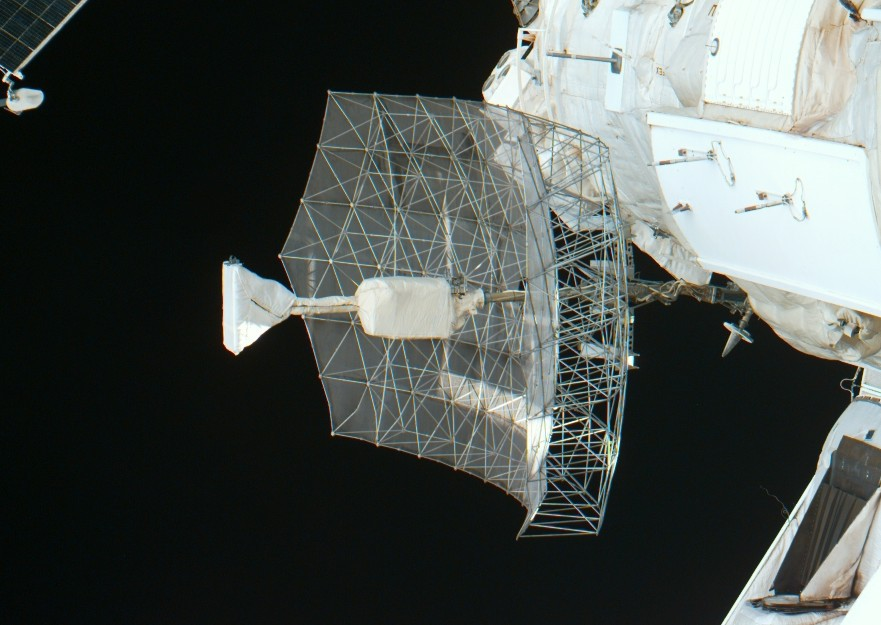
プリローダについたトラバースレーダーアンテナ、STS-79時に撮影

### プリローダ (1996)
3月22日にSTS-76でアトランティス打ち上げが行われ、3回目のドッキングが行われた。このミッションでは2人目のインクリメント飛行士としてシャノン・ルシッドがEO-21のクルーとしてミールに到着し、これ以降はアメリカ人も継続的にミールに滞在している。ミッションでは、スペースハブモジュールの開発を通した補給能力の証明と、ミールのドッキングモジュールに乗せられる実験パッケージが配置が行われた。また、実験パッケージによってミールの周辺で初となるの宇宙遊泳が達成された。宇宙遊泳はアトランティスのクルーキャビンから行われ、組み立てミッションに備えての様々な経験が積まれた。
ルシッドは、アメリカ人で初めてステーションに滞在した女性になり、シャトルの固体燃料ブースターの問題が発生したためにインクリメント期間が6週間延長され188日間となり、アメリカの単独宇宙飛行の記録を打ち立てた。ルシッドのミール滞在中にはアメリカの科学ハードウェアを積んだプリローダモジュールがミールに増設された。ルシッドは28の科学実験を行うためにプリローダとスペクトルの両方を使用し、プリローダはリビングとしても利用するようになった。

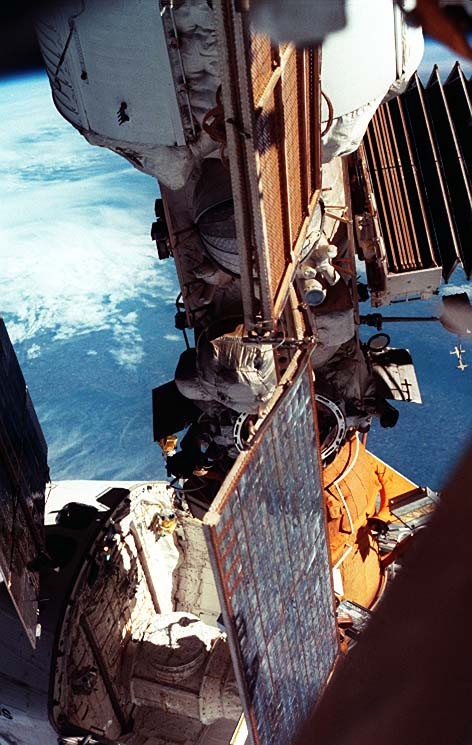
STS-81でのドッキング。クリスタルにドッキングモジュールを介してつながったシャトルの一部が見えている。

9月16日にSTS-79でアトランティスの打ち上げが行われ、4回目のドッキングが行われた。このミッションではジョン・ブラハがインクリメントとしてミールに到着し、ルシッドと交代となった。また2台のスペースハブモジュールを運ぶ初のシャトルミッションとなった。また、アトランティスの燃料電池から発生した水や、超伝導、人工軟骨開発、その他の生物学等での研究調査をふくむ実験用品を含めて1,800kgを超える物資がミールに輸送され、910kgほどの実験試料と機材がミールからアトランティスへ移し変えられた。これは現在に至るまでで最も大規模な輸送となっている。ブラハはドッキングしたスペースシャトルのための移動手順、長期滞在アメリカ人クルーとHAMアマチュア無線通信の引渡し手順など、いくつかの分野のステーション改良作業のために滞在した。
彼のミール滞在中には基礎ブロックに取り付けられてから12年間使われた太陽電池アレイから電力コネクターを取り外し、より効率的で新しい太陽電池アレイに再度接続することを目的として2回の宇宙遊泳が行われた。ブラハはミール-22のクルーと合計で4ヶ月118日間ミールに滞在し、物質科学、流体力学、生命科学などの研究を行った。彼は翌年STS-81で地球に帰還した。

### 火災と衝突 (1997)
1997年1月12日にSTS-81でアトランティスが打ち上げられ、5回目のドッキングを行った。これはこの年最初のミッションとなり、ジョン・ブラハと交代でジェリー・リネンガーがミールに滞在することになった。アトランティスのクルーは物資をミールに運び入れ、シャノン・ルシッドが植え、宇宙で収穫された小麦を地球に戻した。ドッキングしていた5日間、クルーはミールに2,700kgの補給物資を運び込み、1,100kgの物資をアトランティスに戻した。
STS-81のクルーは国際宇宙ステーションのズヴェズダに使うために設計されたシャトルトレッドミル振動絶縁と安定システムを試験した。ISSの再上昇のための工学データを集めるために、シャトルとミールの接続中にシャトルのバーニアジェットスラスタの使用が実験された。ドッキングの後、アトランティスはミール周辺での飛行を行い、地球へ帰還した。

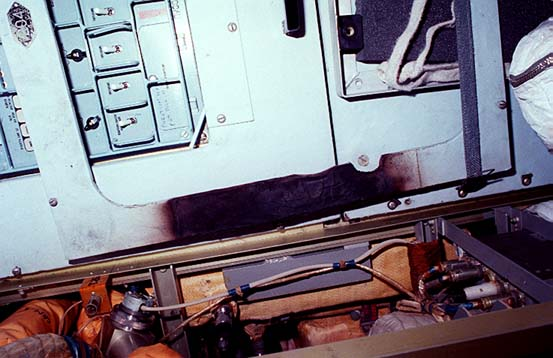
火災によって炭化したパネル

リネンガーは、外国のステーションであるミールからワシリー・ツィブリエフとともに宇宙遊泳を試み、ロシアの製造したオーラン宇宙服使用した最初のアメリカ人となった。EO-23長期滞在のクルーであった3人全員がソユーズ宇宙船の周辺を飛行し、最初はステーションに取り付けられていたドックから手動で飛行で宇宙に出て、さらに再度違う場所から宇宙に出ている。これによってリネンガーは2機の宇宙ステーションの異なる機体から宇宙へ出た初めてのアメリカ人となった。
一方、この期間中クルーであったリネンガーとツィブリエフ、ラズトキンの3人はいくつかの問題に直面することになった。最も大きなものはバックアップ酸素発生器で発生した火災であり、これによって船内システムに様々な障害が発生した。そのほか長距離手動ドッキングシステムTORUテスト中のプログレス補給船とのニアミス、ステーション電力の全喪失などが発生した。電力喪失は姿勢制御能力の喪失の原因となり宇宙で制御下に無い回転を引き起こした。
5月15日にSTS-84でアトランティスが打ち上げられ、6回目のドッキングを行った。このドッキングではリネンガーと交代でアメリカ人宇宙飛行士のマイケル・フォールとロシア人のミッションスペシャリストのエレーナ・コンダコワがミールに乗り込んだ。また、クルーは249品の物品をミールとシャトルの間で移動させ、水、実験試料、物資、ハードウェアなどが運び込まれた。ミールに移動された最初の物品は火災で失ったエレクトロン酸素発生器であった。また、3月21日のドッキング解除のための後退中に将来予定されるESAの欧州補給機とISSのランデブー用に設計されたヨーロッパ製のセンサー装置からのデータ収集を目的として3度停止した。

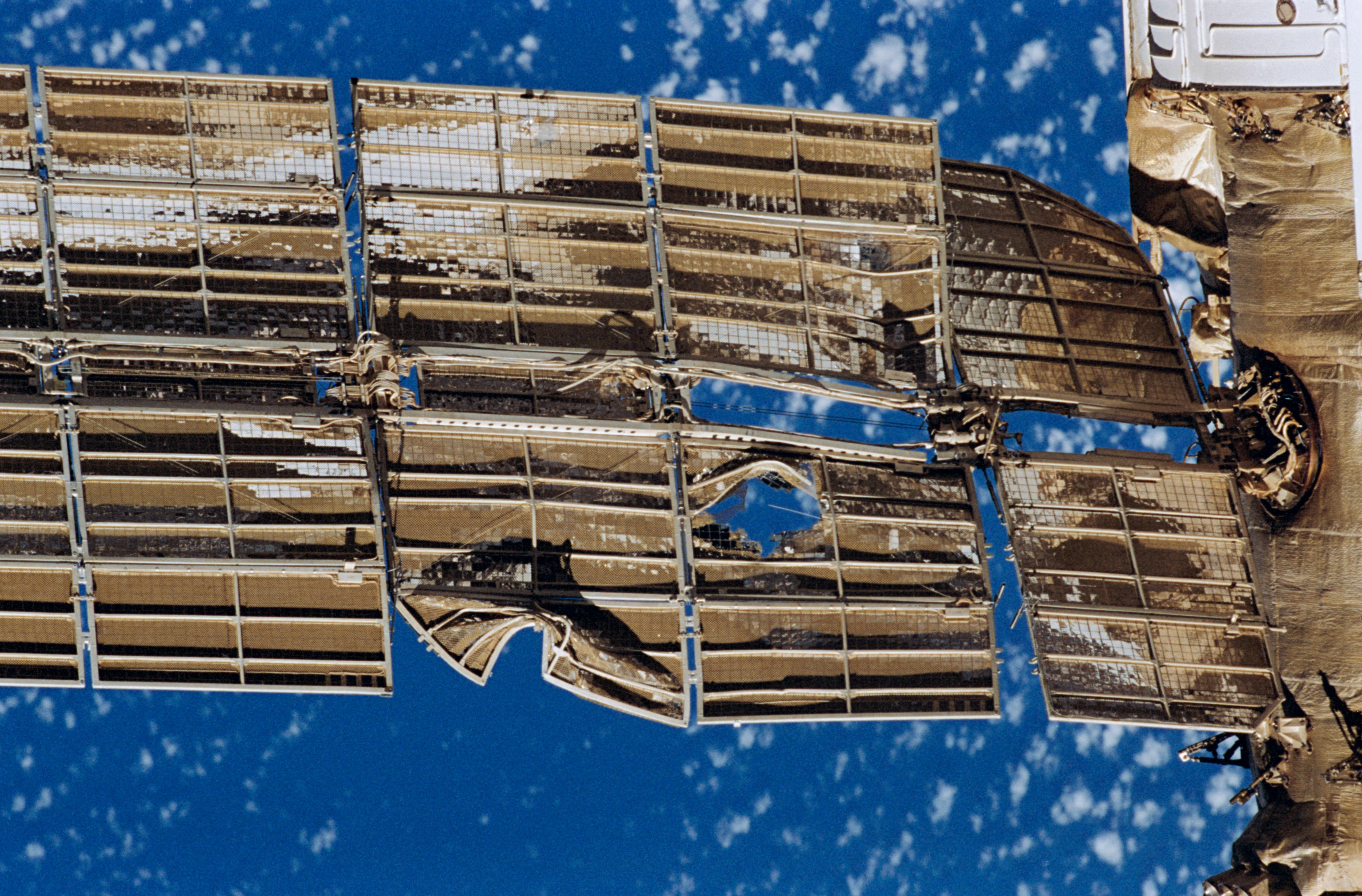
損壊したスペクトルモジュール部のソーラーアレイ。1997年9月のプログレス衝突によるもの。

フォールのインクリメント期間は6月25日までは順調に進んだが、2度目のプログレスの手動ドッキングシステムTORUの試験の際に補給船がスペクトルモジュールのソーラーアレイに衝突した。モジュールの船体外部は打撃で破損し、ステーション全体の与圧が失われる傷ができた。これは有人宇宙飛行の歴史上最初の軌道上での気圧降下であり、クルーはステーションを見捨てないで済むように、即座にスペクトルとつながるケーブルを切断しハッチを閉めた。これによってスペクトルモジュールを除いてステーション内の与圧は安定したが、一方でスペクトル内に保管されていたフォールの実験具や個人的成果は真空の中で閉じ込められた。幸運なことに、食料、飲料水その他の生命維持用物資は他のモジュールに蓄えられており、フォールによる回収・再計画の努力と両国の科学の共有によって研究データと研究能力の喪失は最小化された。
スペクトル切り離しによって電力とシステムが喪失されたが、これを再生させるために空気の抜けている穴を探す試みとして、ミッションの後半でアナトリー・ソロフィエフとパーヴェル・ヴィノグラードフが引き揚げ作業を行った。彼らはITAと呼ばれる宇宙遊泳で、空のモジュールに入り、ハードウェアの状態とスペクトルからステーションの船室へ続いていたケーブルを点検した。これに続いて、フォールとソロフィエフは6時間のEVAと呼ばれる宇宙飛行を行い、スペクトル外部表面の破損を詳しく調査した。この事故の後、アメリカ議会とNASAはの宇宙飛行士の安全性からこの計画を放棄すべきかどうかを考えたが、NASAの局長であるダニエル・ゴールディンは継続を決定した。

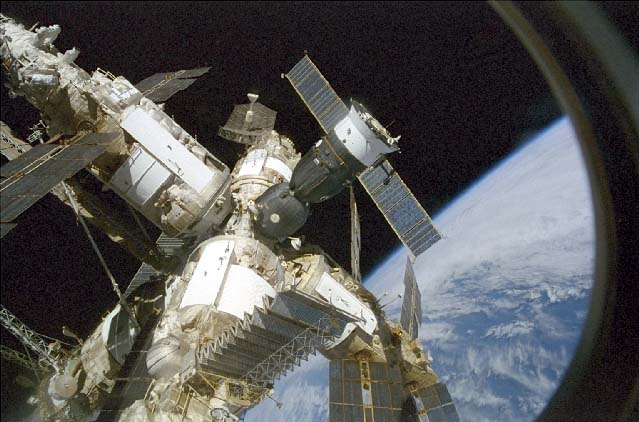
アトランティスの窓から見たミール、ソユーズも見える

9月25日にはSTS-86でアトランティスが打ち上げられ、7回目ドッキングを行った。これは1997年最後のシャトル・ミールミッションとなり、フォールと交代でデヴィッド・ウルフがミールへ運ばれた。アトランティスのヴラジミア・ティトフとスコット E・パラジンスキーはシャトルミッション中に初の米露共同船外活動を行い、ロシア人がアメリカの宇宙服を着た最初の例にもなった。5時間の宇宙遊泳の間、2人は将来行われるであろうスペクトルの外殻からの空気漏れをふさぐ試みのために55kgのソーラーアレイキャップをミールドッキングモジュールに取り付けた。このミッションは試料、ハードウェア、古いエレクトロン酸素発生器を地球に戻された。ウルフは本来最後のミール宇宙飛行士として予定されていたが、ウェンディ・ローレンスの代わりにインクリメントとして選ばれた。衝突事故後の新しい方針が作られ、ロシア側は要求事項としてすべてのミールのクルーが宇宙遊泳の訓練・準備を行うことを求めていたが、ロシアの宇宙服はローレンスに合わず、体に合う宇宙服が打ち上げまでに調達できなかったためにローレンスは不適格と判断された。

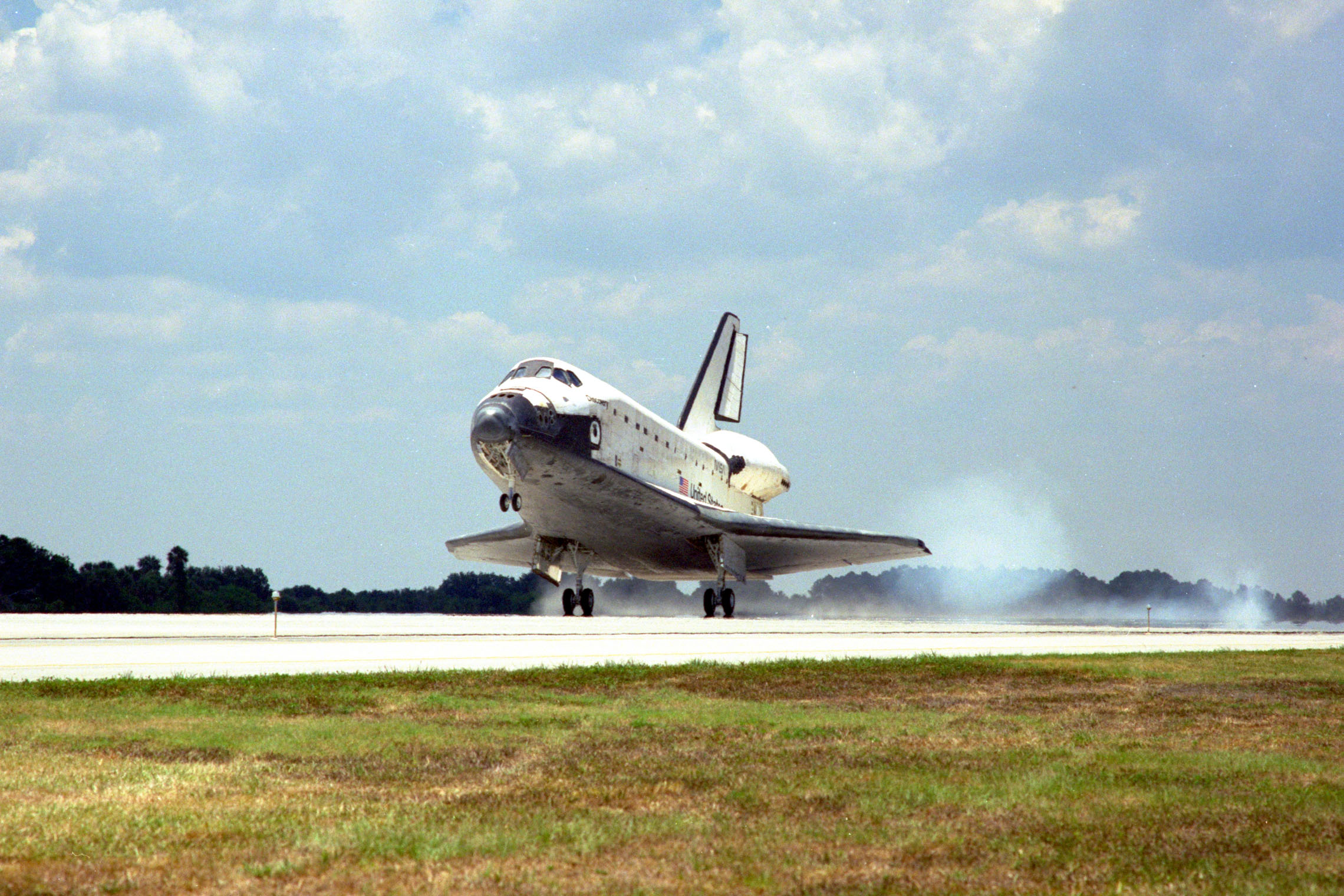
STS-91でのディスカバリーの着陸。シャトル・ミール計画の終了をもたらした。

### シャトル・ミール計画の終了 (1998)
1998年1月22日にSTS-89でエンデバーが打ち上げられ、8回目のドッキングを行った。これはシャトル・ミール計画の最後の年の最初の打ち上げとなり、ミッションではサリザン・シャリポフをミールに運び、デヴィッド・ウルフとアンディ・トーマスが入れ替えられた。ウルフのインクリメントは119日間にわたった。
最後のインクリメントの間、トーマスは先端科学、地球科学、生命科学、微小重力実験、ISSのリスク緩和などの分野で27の科学調査を行った。彼のミールに滞在は、全計画の中で最も順調に過ぎ、特色は毎週のトーマスからの「宇宙最前線からの手紙」ぐらいで、1996年3月のSTS-76以来815日間にわたるアメリカ人宇宙飛行士の継続的宇宙滞在のマイルストーンを達成し、アメリカ人はミールに合計で907日間滞在した。
6月2日にSTS-91でディスカバリーが打ち上げられ、9回目のドッキングを行い、これが最後のシャトル・ミールミッションとなった。EO-25とSTS-91のミッションではミールに水を運び、2100kgの実験貨物と物資を交換し、これをもってシャトル・ミール計画は終了した。ミールで長期にわたって利用されたアメリカの実験用品はディスカバリーに移し変えられた。6月8日9時7分にハッチは閉められドッキングが解除され、12時1分に2機は分離した。

### フェイズ2以降: 国際宇宙ステーション (–2020)

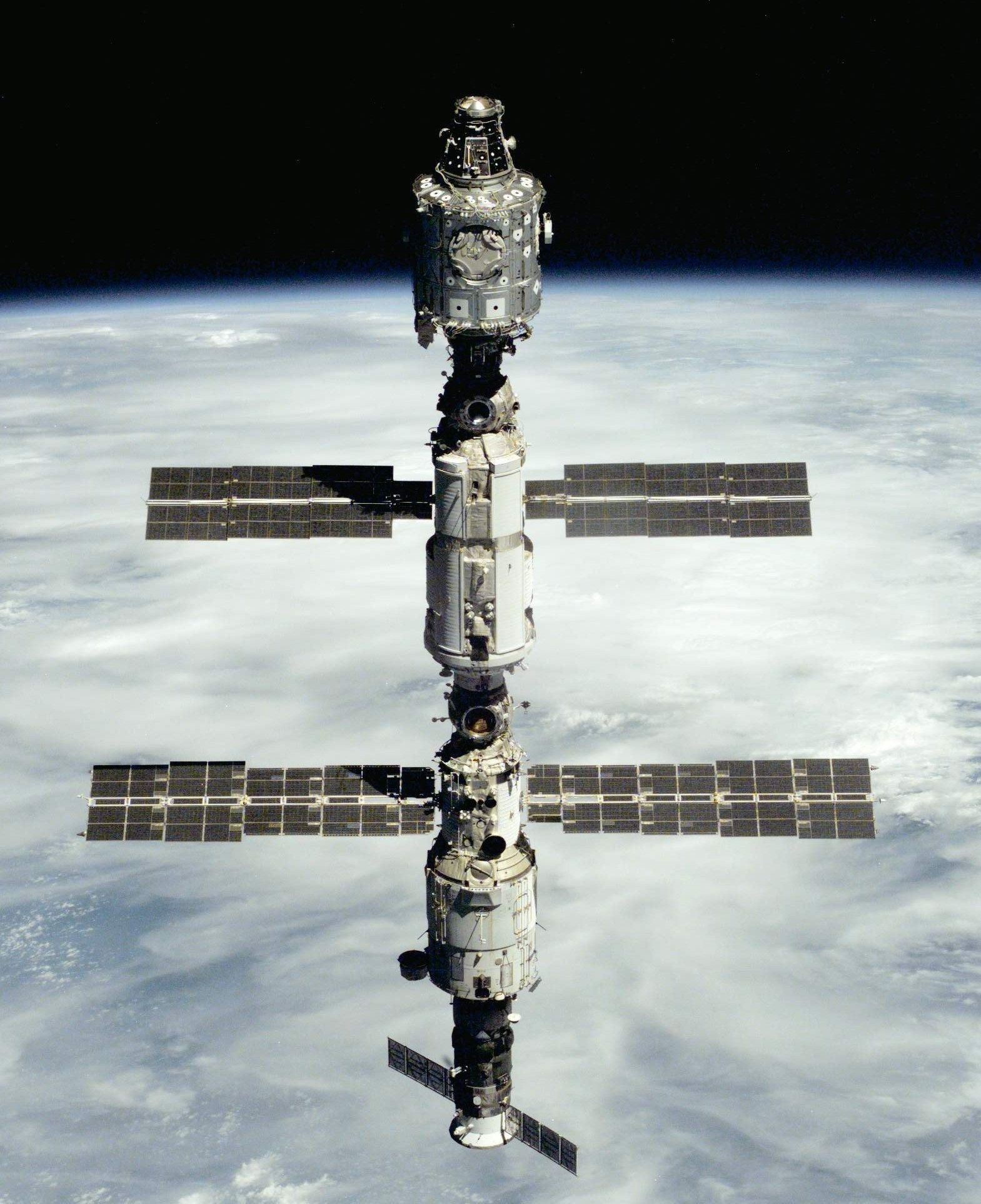
ミールの遺産たる国際宇宙ステーションコアモジュール。

1998年6月12日のディスカバリーの着陸によって「フェイズ1」は完了した。計画中に開発された技術と知識は「フェイズ2」とされるISS計画の初期アセンブリなどの開発を支援した。2009年8月現在、ISSは10の与圧モジュールとトラスによって構成される大規模なもので、史上最大の宇宙機になっている。2001年のデスティニーモジュールの到着でフェイズ2は終了し、フェイズ3が開始された。フェイズ3は最終的な装備更新で、現在も進行中である。
完成したステーションは5つの実験室を含み、6人のクルーを養うことが可能である。1000立方メートルを超える与圧区画と400tの質量を持ち、国際宇宙ステーションはシャトル・ミールを合わせたよりも2倍以上の大きさになっている。フェイズ2とフェイズ3は宇宙分野での国際協調と特に長期宇宙飛行に関する無重力状態での科学研究などの継続を意図している。研究の結果は月や火星などさらに遠方への有人探査に関する相当な情報を提供している。
2001年3月23日にミールが国際的な軌道離脱を行った後は、ISSは地球軌道で唯一の宇宙ステーションとなった。ミールから得られた技術や知識はISSに生きており、宇宙探査の分野で5宇宙機関の協力を成し遂げ、月や火星以降の宇宙への進出に備えることを可能にしている。

## 議論

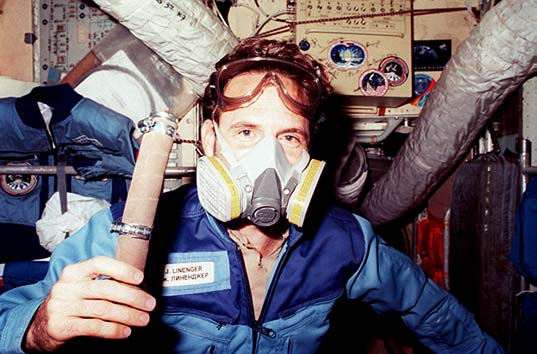
ミール火災発生後、防毒マスクをつけたジェリー・リネンガー

実現に大きな費用と困難があったシャトル・ミール計画はあまり評判がよくない。

### リスク・リターン
計画の危機は経年劣化したミールの安全性に関するものであり、特に1997年の火災とプログレス補給船の衝突があげられる。
火災はバックアップ用の固体燃料酸素発生器（SFOG）の誤作動に起因し、さまざまな物資に延焼し、90分14秒の間燃えた。これによって大量の有毒の煙が45分間にわたって船内に充満した。これによってレスピレーターを装着せざるを得なくなったが、最初に装着されたいくつかのレスピレーターマスクは故障していた。モジュールの壁につけられた消火器は固定されていた。火災はクルーのローテーション中に起こったため、通常の3人より多い6人の乗員がいたが、3人乗りのソユーズ脱出船に入るための道のひとつは火災で閉ざされており、半分の乗員の脱出を妨げた。類似した事故は初期のミール長期滞在でも起こっており、このときもSFOGが燃えたが数分間であった。ニアミスと衝突事件は更なる安全性問題をあらわにした。この2回の事件はどちらもテスト中であったTORU手動ドッキングシステムの失敗によって引き起こされ、このテストは資金繰りの苦しいロシアが高価なクルスシステムから脱却するための長距離ドッキング性能試験として企画されたものであった。この事故はステーションの信頼性に対する批判の声をますます強めた。ブレイン・ハモンドはミールにかかわる彼の安全を要求したがNASAの職員に無視され、安全会議の記録は「ロックされた保管庫から消えた」。
ミールはもともと5年の計画寿命で設計されたものであったが、最終的にその3倍の期間にわたって飛行した。シャトル・ミール計画の期間中とその後、ミールはその経年劣化に由来する恒常的なコンピューターのデータ破損、電力喪失、操作不能の回転、漏れパイプのなどが起こり、これらは常にクルーが憂慮するところであった。エレクトロン酸素発生システムのさまざまな故障も問題になっており、この故障がSFOGへの依存につながったが、SFOGは1997年に火事の原因となっている。SFOGはISSにも乗せられており問題であり続けている。
ほかに議論の的となったのはこの計画の科学的リターンの度合いであり、特にこの議論はスペクトルモジュールの喪失後に大きくなった。宇宙飛行士、運営者、さまざまな報道関係者は計画の利益よりリスクが大きいと不平を言い、特に多くのアメリカの科学実験設備はスペクトルに搭載されている事実があったために大きな議論になった。スペクトルの喪失によって多くのアメリカの研究は達成しづらくなり、可能な化学実験を制限した。
安全性問題はNASAに未来のさまざまな計画を再考させたが最終的に継続を決定し、この決定はさまざまな方面の報道関係者から非難された。

### 姿勢
ロシアの宇宙計画とNASAのシャトル・ミール計画への姿勢は関係する宇宙飛行士の懸念であった。
ロシアの宇宙計画は資金問題のため、ロシアのミッションコントロールセンターの多くの局員は計画用の機材やミールの維持が、ミールに乗る宇宙飛行士の生命よりも重要であると感じていた。ロシアの計画はアメリカの計画とは大きく異なり、ロシアの宇宙飛行士はその日の行動を時間単位で計画されており、行動はスペースシャトルドッキングも含めすべてマニュアル的・機械的に行われ、飛行中に何らかのエラーが起こった場合は罰金のように賃金に反映した。アメリカはスカイラブと初期の宇宙飛行計画でこのような宇宙飛行士への抑圧は生産的でなく、計画はよりフレキシブルな形で練られるべきであると学んだ。しかしながらロシア側は考えを変えず、多くの者がこのために労働時間が浪費されたと感じた。
1997年の2つの事故の後、ジェリー・リネンガーはロシア当局はアメリカが協力の約束を取り消すことを恐れて、事故の意味を軽視し、隠蔽を企てたと感じている。大部分の「隠蔽」はアメリカの宇宙飛行士が「パートナー」であるのは表面上であり、実際は「客」なのだと感じさせた。NASAの局員は火災や衝突をすぐには知ることができず、自身が意思決定のプロセスから締め出されていることを知った。ロシアのミッション運営者が事故責任をすべてワシリー・ツィブリエフになすりつけることを意図したことで、NASAはより積極的な関与を求めた。直後、NASAはかなりの圧力を受けてロシア側のスタンスは変えさせられた。
計画中、特にISS構築への移行期に、NASAの職員は自身が資源と人的資源において限られていることを知り、NASA本部であっても手に入れるのに苦労した。特に顕著な分野はクルーをミッションに任命することであり、多くの宇宙飛行士はロシアで行われる選抜方法が能力のある人物をもっとも適合した役割から遠ざけていると主張した。

### 財源
ソビエト連邦の崩壊以後、ロシアの経済は混乱を極め、宇宙開発のための予算は80%近く削減されていた。シャトル・ミール計画の以前も以後も、大部分のロシアの宇宙財源は欧州やその他の国家の宇宙飛行士を飛行させることで獲たものであり、例を挙げるなら日本の秋山豊寛はテレビ局が950万ドルを支払って、ミールへの飛行を行っている。計画が始まったことで、ロシアの宇宙飛行士は自身のミッションが資金節約のために延期するのを定期的に見ることとなり、年6回のプログレスは3回に減らされ、ミールの異なる可能性が5億ドルで売り出された。
評論家はNASAがロシアと行った3億2500万ドルの契約が、ロシアの宇宙計画存続の唯一の道であり、スペースシャトルだけがミールの高度を保てたことを指摘する。また、スターシティで宇宙飛行士のトレーニングに使われた訓練手引書と機器に高額な費用を払うことになった。ABCのナイトラインで、アメリカの資金の使い込みは「ロシアン・マフィアによって資金供給されるはずだったロシア当局のモスクワでの宇宙飛行士の住居の建設計画をNASAが代わりに払った」という別の可能性があることが明らかになったことで問題は危機に陥った。NASAのゴールディンは家庭を守るためにナイトラインの招待に応じたが、コメントしなかった。NASAの対外部門は「ロシアのやることはロシアの資金でやることが彼らの仕事ではないか」と伝えている。